# Рильський Максим Тадейович
Ри́льський Макси́м Таде́йович  (7 [19] березня 1895, Київ, Київська губернія, Російська імперія — 24 липня 1964, Київ, Українська РСР, СРСР) — український радянський поет-академік, перекладач, публіцист, громадський діяч, мовознавець, один із «неокласиків», літературознавець. Академік АН УРСР (1943) та АН СРСР (1958).
Депутат Верховної Ради СРСР 2—6-го скликань. Очолював Спілку радянських письменників України (в 1943—1946 роках) та Інститут мистецтвознавства, народної творчості та етнографії.
Син Тадея Рильського, молодший брат Івана Рильського.

## Життєпис
Народився в Києві (Київська губернія, Російська імперія, нині столиця України). Батько майбутнього поета, етнограф, громадський діяч, економіст і публіцист Тадей Рильський, був сином багатого польського поміщика Розеслава Теодоровича Рильського та князівни Дарії Трубецької. Один із предків Рильських у XVII столітті був київським міським писарем. Прапрадід Ромуальд був учнем василіянської школи; під час Коліївщини (1768) його мало не було страчено (за переказом, він заспівав православний гімн «Пречиста Діво, мати Руського краю», це справило на ватажка гайдамаків таке враження, що він відпустив як хлопця, так і решту засуджених на смерть поляків та євреїв).
Мати, Меланія Федорівна, була простою селянкою з села Романівки (нині у Квітневій сільській громаді Житомирського району).
Дитячі роки минули в селі Романівка на Житомирщині.

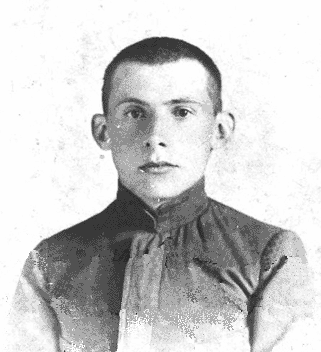
Максим Рильський гімназист

1902 року помер батько й родина переїхала з Романівки до Києва. Максим спершу навчався в домашніх умовах, потім (з осені 1908 року) в приватній гімназії в Києві.
В 1908 р. Максим поступив до третього класу гімназії у Києві. Змалку познайомився з композитором Миколою Лисенком, етнографом, дослідником і збирачем українських народних дум та пісень Дмитром Ревуцьким, актором і режисером Панасом Саксаганським, етнографом та фольклористом Олександром Русовим, які справили на нього великий вплив. Деякий час він жив і виховувався в родинах Миколи Лисенка та Олександра Русова.
Писати почав рано — перший його вірш був опублікований уже в 1907 р., а через три роки побачила світ дебютна збірка «На білих островах» (1910).
Перша книга Максима Рильського з'явилася друком, коли авторові ледве виповнилося 15 років. Була це тоненька збірочка юнацьких поезій із замріяною назвою: «На білих островах».
Після закінчення приватної гімназії Науменка Рильський у 1915—1918 роках навчався на медичному факультеті Київського імператорського університету Святого Володимира, потім на історико-філологічному факультеті Народного університету в Києві, заснованому за гетьмана Павла Скоропадського, але через події революції й громадянської війни жодного з них не закінчив. Займався самоосвітою, вивченням мов, музикою.

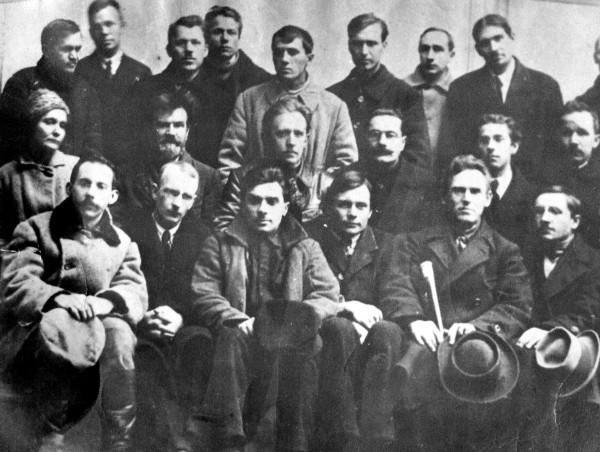
Зустріч харківських і київських митців. Київ, 1923. Зліва направо, перший ряд: Максим Рильський, Юрій Меженко, Микола Хвильовий, Майк Йогансен, Григорій Михайлов, Михайло Вериківський. Другий ряд: Наталя Романович, Михайло Могилянський, Василь Еллан-Блакитний, Сергій Пилипенко, Павло Тичина, Павло Филипович. У третьому ряду стоять: Дмитро Загул, Микола Зеров, Михайло Драй-Хмара, Григорій Косинка, Володимир Сосюра, Тодось Осьмачка, Володимир Коряк, Михайло Івченко

Якийсь час проживав у м. Сквирі, де в 1918 році працював у садовому відділі земської управи у Сквирській продовольчій управі (яку очолював Іван Рильський, брат поета) (будинок зберігся). У 1918—1929 роках учителював у селах Сквирського повіту, зокрема й у Романівці. У 1919—1929 поряд з учителюванням у селі, викладав у київській залізничній школі, на «робітничому факультеті» Київського університету та в Українському інституті лінгвістичної освіти.
Писати Рильський розпочав рано. Перший його вірш надруковано 1907 року, перша юнацька збірка поезій «На білих островах» вийшла 1910 року. Першою вже зрілою, що засвідчила появу видатного поета, була збірка «Під осінніми зорями» (1918, перевидана в скороченому вигляді 1926).

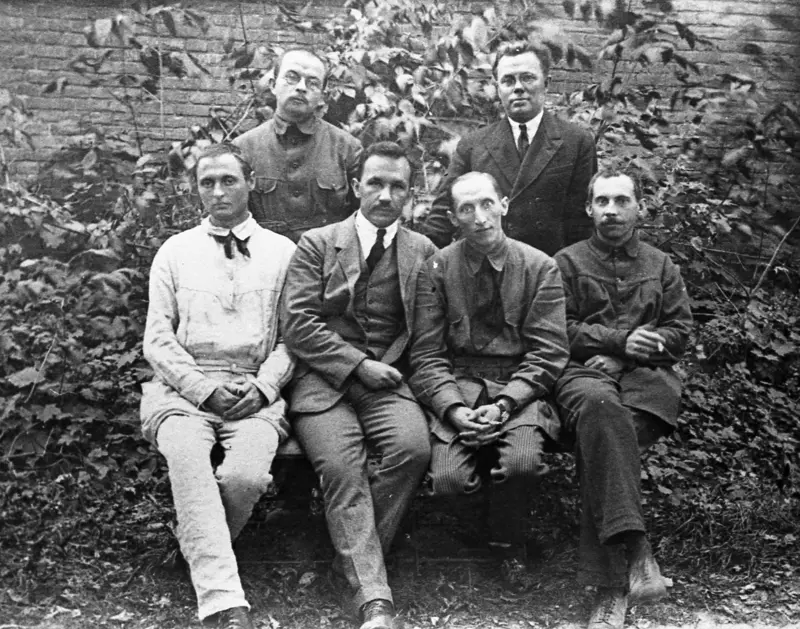
Неокласики у Баришівці. Віктор Домонтович і Микола Зеров (стоять — зліва направо); Юрій Клен, Павло Филипович, Фелікс Якубовський і Максим Рильський (сидять — зліва направо). 1920-ті роки

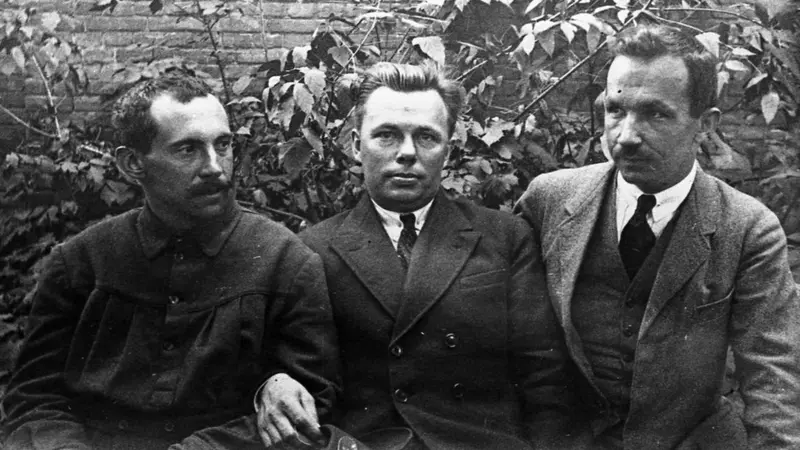
Три неокласики, 1920-ті. Зліва направо: Максим Рильський, Микола Зеров, Павло Филипович.

Зліва направо Дмитро Тась, Ярослав Вітошинський, Максим Рильський, Валер'ян Михальчук. Київ, 1929 р.

У 1920-х роках Рильський належав до мистецького угруповання «неокласиків», переслідуваного офіційною критикою за декадентство і відірваність від сучасних потреб соціалістичного життя. Протягом десятиріччя вийшло десять книжок поезій, серед яких «Синя далечінь» (1922), «Поеми» (1925), «Крізь бурю і сніг» (1925), «Тринадцята весна» (1926), «Гомін і відгомін», «Де сходяться дороги» (1929), та декілька книжок поетичних перекладів, зокрема 1927 року — переклад поеми Адама Міцкевича «Пан Тадеуш».
Як і решта неокласиків, Рильський безпосередньо своєю творчістю не реагував на політичні події й протягом 1920-х років цілковито ізолювався від радянської дійсності, лише подеколи у відвертій формі (наприклад, у вірші «На світі є співучий Лянґедок») чи у вигляді іронічних «відступів» (як у «Чумаках» чи в поемі «Сашко») виявляв обурення проти ідейно-політичної та літературної атмосфери, що панувала тоді (зокрема, у статті «Моя апологія, альбо самооборона», що вийшла в київській газеті «Більшовик» 23 вересня 1923 року, ч. 216.).
Така поведінка поета викликала гострі напади офіційної критики, що врешті 19 березня 1931 року закінчилося арештом органами НКВС, після чого він п'ять місяців просидів у Лук'янівській тюрмі, де його вимагали зізнатись у контрреволюційній діяльності. Після ув'язнення Остап Вишня забрав його до себе в Харків на кілька днів у гості.
1932 року творчість Рильського зазнає змін, і в збірці «Знак терезів» (1932) митець проголошує активне сприйняття радянської дійсності, завдяки чому він урятувався від сталінського терору й був зарахований до числа офіційних радянських поетів. Його товариші-неокласики — Михайло Драй-Хмара, Павло Филипович, Микола Зеров — за кілька років були репресовані й знищені радянською владою.
Максим Рильський від весни 1938 до весни 1951 року мешкав і працював в Ірпені по вулиці Центральна, 15. Влітку він порався в садку біля улюблених дерев і квітів, або рибалив на річці Ірпінь. Багато з класиків та молодих поетів, артистів та художників із вдячністю згадують цю невелику садибу, де проходили різноманітні літературні зустрічі, поки Рильський не переїхав до Голосієва на нову дачу. Син письменника Богдан Рильський у книзі спогадів «Мандрівка у молодість батька» присвятив ірпінському періоду життя Максима Рильського та його родини цілий розділ «У сосновім Ірпені».
Під час Другої світової війни перебував у евакуації спочатку в Уфі, а потім у Москві. Член ВКП(б) з 1943 року.
Творчість Рильського поділилась на два річища — офіційне та ліричне, в останньому йому вдавалося створити незалежні від політики, суто мистецькі твори, які пережили поета. Одначе це не заважало радянським органам «профілактично» його шпетити. Після отримання характеристики «Найактивніший український націоналіст» до Рильського був приставлений для стеження майор державної безпеки, начальник відділу Другого головного управління НКВС Анатолій Шевко. Майор Шевко завів на поета справу «Ставка», за якою було заарештовано дев'ятеро осіб. «Матеріали стосовно Рильського свідчать про те, що він, перебуваючи в партії, дворушничає, що з його націоналістичного минулого тягнуться гнилі нитки, що він не зрікся цього минулого і далі лишається на націоналістичних позиціях» — писав Шевко.

На початку жовтня 1947 року газета «Радянська Україна» надрукувала статтю «Про націоналістичні помилки М. Рильського», де його звинувачували у «буржуазному об'єктивізмі, відсутності більшовицької партійності і забутті істини, що змістом радянської ідеології і культури була більшовицька ідейність… він не оволодів основами марксистсько-ленінського світогляду… не позбувся впливу буржуазно-націоналістичної ідеології».

Надгробок Максима Рильського на Байковому кладовищі в Києві. Скульптори Петро Остапенко, Павло Кальницький. 1969

У радянську добу Рильський написав 35 книжок поезій, найкращі серед яких — «Знак терезів» (1932), «Літо» (1936), «Україна», «Збір винограду» (1940), «Слово про рідну матір», «Троянди й виноград» (1957), «Голосіївська осінь», «Зимові записи» (1964); чотири книжки ліро-епічних поем, багато перекладів зі слов'янських та західноєвропейських літератур, наукові праці з мовознавства та літературознавства. 1943 року його обрано академіком Академії наук УРСР.
Попри звання, премії, а отже, і виконання замовлень влади («Пісня про Сталіна», скажімо, була написана на офіційне замовлення від Комітету у справах мистецтв УРСР), за тоталітарних часів Максим Тадейович зумів зберегти в собі людську порядність. Наприклад, коли перекладач Григорій Кочур звільнився з таборів, Рильський позичив йому 80 тис. рублів, щоб він купив собі будинок в Ірпені. Як згадувала вдова видатного поета Євгена Плужника, єдиний, хто з друзів-літераторів носив заарештованому чоловікові в тюрму передачі, був Рильський. У колі близьких друзів, Рильського звали «Максим Золоте Серце»
У 1942—1964 роках Максим Рильський був директором академічного Інституту мистецтвознавства, фольклору та етнографії. Поетові двічі було присуджено Сталінську премію в галузі літератури й мистецтва (1943 року премію 1-го ступеня за збірки віршів: «Слово про рідну матір», «Світова зоря», «Світла зброя» й поему «Мандрівка в молодість»; 1950 року премію 3-го ступеня за переклад українською мовою поеми Адама Міцкевича «Пан Тадеуш»), а 1960 року — Ленінську премію в галузі літератури, журналістики, публіцистики й мистецтва за збірки віршів «Далекі небосхили» (1959) та «Троянди й виноград» (1957). Крім «офіційної» поезії поет творив і глибоко патріотичну, яку декламував тільки з пам'яті окремим близьким і не довіряв паперу та забрав із собою в могилу.
Помер 24 липня 1964 року в Києві, похований на Байковому кладовищі.

## Подорож до Франції

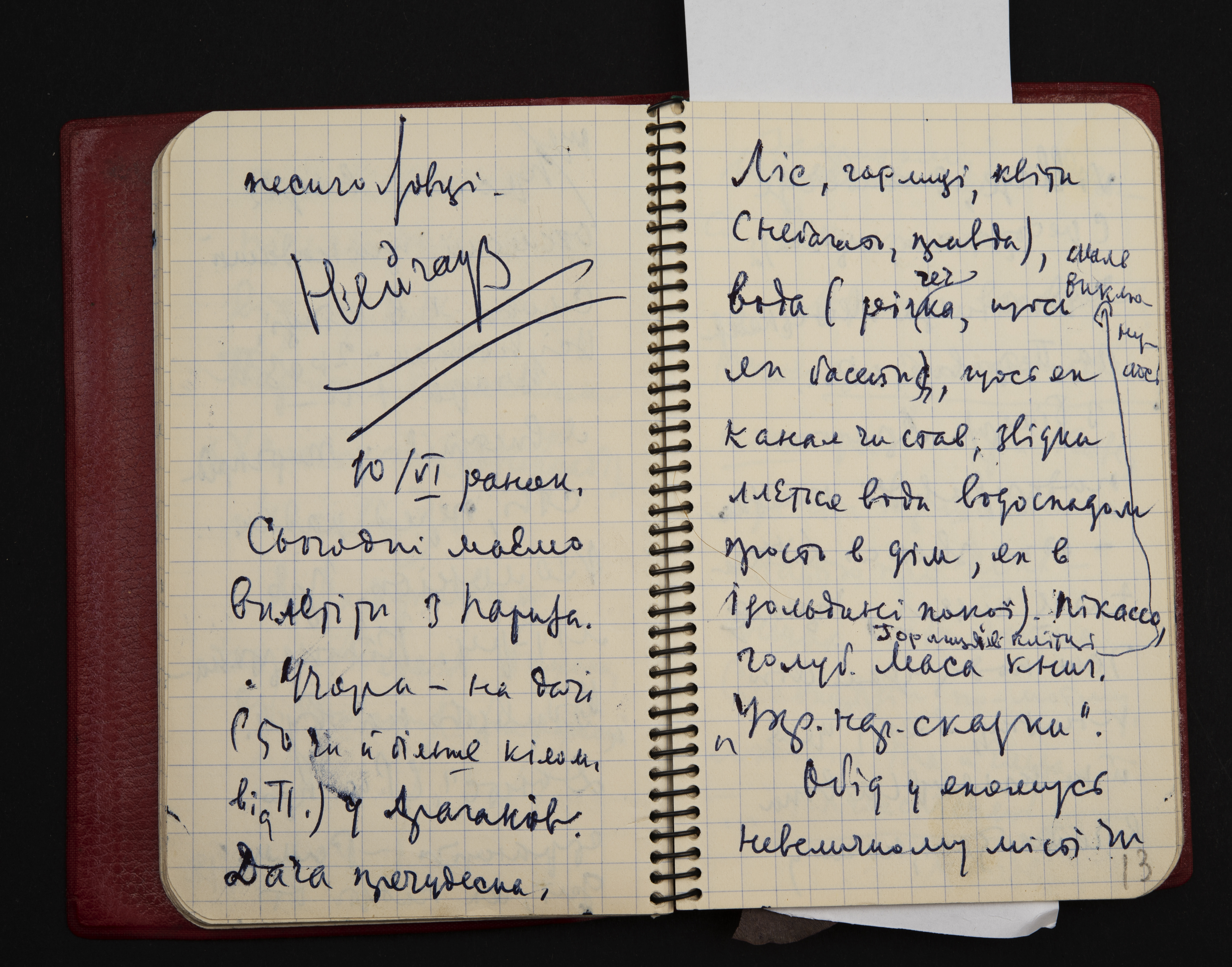
Нотатник Рильського з замітками про подорож

Образ Франції проходить через усю творчість Максима Рильського. Особливо часто цей він присутній у ранніх його поезіях, таких як «На світі є співучий Лангедок…» чи «Прочитавши Містралеві спогади».
Особисто відвідати Францію Максим Рильський зміг лише у 62-річному віці. Радянський Союз підтримував відносини з Французькою комуністичною партією, і на початку червня 1957 року у Франції відбувся конгрес товариства «Франція — Радянський Союз». У складі делегації від СРСР туди поїхав і Максим Рильський. Його супутниками у цій подорожі були психолог Олексій Леонтьєв та фізик, ректор Тартуського університету Федір Клемент. Подорож Максима Рильського тривала з 24 травня до 10 червня. За цей недовгий час письменник встиг відвідати Париж, Версаль, Сен-Клу, Авіньйон, Арль, Тараскон, Марсель, Нім, Камарг, Монпельє. Про цю поїздку письменник залишив нотатки в записній книжці, де коротко фіксував маршрут, історичні місця, знайомства, побут, кухню та враження.
В усіх відвідуваних місцях Максим Рильський звертає увагу на історичний та літературний контекст. Після оглядин Великого версальського палацу письменник робить записи про бюсти класицистів Расіна, Корнеля, Мольєра та Буало, твори яких колись переклав для збірки «Французькі клясики XVII сторіччя: Буальо, Корнель, Мольєр, Расін» (1931). Собор Паризької Богоматері викликає у письменника асоціації з Віктором Гюго і його однойменним романом. Під час відвідин міста Монпельє Максим Рильський згадує про Франсуа Рабле, який в Університеті Монпельє вивчав медицину, а пізніше — викладав. Відвідує «Млин Доде», який фігурує у романах Альфонса Доде, якими письменник зачитувався в молодому віці. Згадує про замок Іф, де, за романом Олександра Дюма «Граф Монте-Крісто», було ув'язнено Едмонда Дантеса.

Велике враження на Максима Рильського справляє перегляд синерами. Ця кінематографічна техніка на той час була досить новою. Її особливістю є панорамний кінокадр із широким горизонтальним кутом огляду, що викликає у глядача ефект присутності в кадрі:
«Чудасія! Повна ілюзія, що ми — зала глядачів — літали над Альпами, спускалися на санках, мчалися на лижах, підіймалися на гідроплані, бачили, „як живих“, Париж, Нью-Йорк, Чикаго, прерії, ковбоїв, Швейцарію, ресторани, джазові танці канканного типу…»
У щоденнику побіжно прочитується і національне питання. Наприклад, українському письменнику у товаристві французів доводиться пояснювати, що він — не «рoète russe» (російський поет). Згадує Максим Рильський про поляка на прізвище Фрадкін, який «забув мову, провансалізувався, пам'ятає кілька польських пісень (жахлива вимова!), не знає імені Міцкевича».
У Франції Максим Рильський знайомиться з письменниками Жаном Марсенаком та П'єром Гамарра. Наприкінці подорожі він гостює на дачі в письменника, комуніста Луї Араґона та його дружини-письменниці Ельзи Тріоле, де бачить перший варіант «Голубки» Пабло Пікассо. Це не перша зустріч Максима Рильського з французьким подружжям. Кількома роками раніше вони зустрічалися в Києві та Москві на Другому всесоюзному з'їзді радянських письменників. У подарунок він отримує працю Луї Араґона «Littératures soviétiques» («Радянська література») , а від Ельзи Тріоле — її роман «Le Monument» («Пам'ятник»). «Славна він, по-моєму, людина. Та й Ельза…», — так відгукується Максим Рильський на подружжя Араґона й Тріоле.

Окрім серйозних спостережень, у щоденнику є й комічні коментарі:
«Я вперше спробував креветок. Малесенькі рачки… Єрунда!»
«Артишоки — дрань».
«Кілька разів — здалека — бачив Ейфелеву башту. Я на неї не полізу. Бог з ними, з видами на весь Париж!»
«До чорта старовини. Я вже й перестав записувати».

Під час подорожі письменник згадує Україну і пише такий вірш:
В розлуці а вами, солов'ї Вкраїни,
Так ниє серце, що аж сміх бере
З самого себе. Хоч воно й старе,
А в рідний край, як в юність давню, лине.
Дива Версаля, Лувру красота
Ба й Ейфелева башта не поможе.
Воно, звичайно, гостеві негоже
В Парижі думать про свої міста,
Про Лохвицю, про Миргород, про Сквиру,
Про Голосіївський веселий гай,-
Булонський ліс, поете, споглядай,
Подібний i до раю, і до виру!
Тут люди приязні. Навкруг рясні
Стоять сади, платани і каштани,
Та шелест верб у пам'яті не тане,
Він ще чутніший тут, на чужині…
Ти груди краєш поглядом дитини,
Печеш і мучиш, рідний краю мій,
П'яниш, як жоден на землі напій...
Тужу за вами, солов'ї Вкраїни!
Подорожні нотатки стали підґрунтям для написання циклу «Книга про Францію», який увійшов до поетичного збірника «Далекі небосхили» (1959). Твір присвячено циклові Генріха Гейне «Подорож по Гарцу» і написано за його зразком. Цей задум з'явився у письменника ще під час перебування у Франції. Цикл мав вміщувати ранні вірші про Францію, а також світлини, зроблені під час подорожі. Проте остаточний варіант дещо відрізняється від початкового задуму. У цьому циклі як поетичні, так й есеїстичні уривки, де автор розповідає про історичні зв'язки Франції та республік Радянського Союзу в площині літератури. Максим Рильський із сумом відзначає брак знань у французів про український літературний контекст, хоча й бере до уваги працю Луї Араґона для популяризації радянської літератури, в тому числі й української, у Франції. Зважаючи на сувору вимогу часу, Максим Рильський вимушено додає ідеологічно забарвлені уривки із осудом капіталістичного ладу Франції та виправдовується за ранні вірші, де образ Франції був ідеалізований:
«За ці та подібні вірші мене бито, бито, певно, справедливо, хоч і не завжди з належною грацією. Але, їй-богу, я в ті молодечі свої роки не був же таким дурнем заплішеним, щоб не знати, що у Франції точиться тяжка класова боротьба, що „весела“ Франція раз у раз бувала залита кров'ю, що гострої соціальної несправедливості аж ніяк не погасила буржуазна французька революція, що стогін робітників, героїв „Жерміналя“ Золя, так само волає до помсти, як і стогін робітників у бориславському циклі Франка, що звіряча розправа з Паризькою Комуною — один із найжахливіших у світі злочинів…»

## Знання мов, музики
Максим Тадейович вільно володів 13 мовами, міг перекладати із 30 мов світу. Переклав українською мовою понад двісті тисяч поетичних рядків, перекладав також повісті, романи, п'єси.
Найбільше перекладав із трьох мов, які знав досконало: російської, польської та французької. Його старший брат Іван теж був перекладачем і спочатку його вчив перекладати.
У Києві, вже маючи відоме літературне ім'я, деякий час викладає стилістику і практику перекладу в Українському інституті лінгвістичної освіти.
Рильський добре грав на піаніно. Музики вчив його сам Микола Лисенко, батьків друг, у родині якого він навіть довгий час жив. Пізніше Максим Рильський присвятить йому вірш Пісня.
Із 1935 до 1942 роки Максим Рильський завідував літературною частиною Київського театру опери та балету.

## Родина
Дружина — Катерина Миколаївна (за першим шлюбом — Очкуренко; 1886—1958). Була дружиною друга Максима Рильського — Івана Очкуренка, з якою він познайомився 1923 року в Києві та привів її до себе. 12 липня 1926 року вони одружилися. Рильський усиновив сина Катерини — «Жоржа» (Георгій Іванович Рильський; 1919—1980), телевізійний журналіст.
Рідний син — Богдан Максимович Рильський (12 листопада 1930 — 25 січня 1991), директор Київського літературно-меморіального музею М. Рильського (1966—1991), заслужений працівник культури України (1966).
Онуки — Максим Георгійович, Андрій Богданович. Тарас Богданович.

## Вшанування пам'яті
Див. також Вулиця Максима Рильського.
- 1965 року на честь Максима Рильського було названо вулицю в Києві, де він жив і працював у 1951—1964 роках (колишня назва — Радянська). Вулиця пролягає поруч із Голосіївським парком, який 1964 року теж був названий на честь Рильського. 2003 року біля центрального входу до парку відкрито пам'ятник поетові (автори — скульптор Петро Остапенко та архітектор Олег Стукалов).
- У будинку в Києві, де жив Максим Рильський (нинішня адреса — вул. Максима Рильського, 7), з 1968 року працює літературно-меморіальний музей поета. Перед будинком-музеєм встановлено бронзове погруддя Рильського (скульптор Олександр Ковальов).
- 1972 року постановою Ради Міністрів УРСР була заснована щорічна премія ім. Рильського за найкращий художній переклад.
- З 1985 року школа № 7 в Солом'янському районі міста Києва носить його ім'я. В 2005 році з нагоди 110-річної річниці з дня народження поета у школі було відкрито меморіальну дошку М. Т. Рильського.
- Пам'ятна дошка на будинку колишньої земської управи в м. Сквирі, де працював М. Рильський (встановлена його другом Йосипом Магометом).[9]
- Іменем Максима Рильського названо пароплав на Дніпрі.[19]
- В Уфі 2 жовтня 1985 року на честь Максима Рильського названа одна з вулиць на житловому масиві Сіпайлово.
- Восени 2016 року його іменем назвали центральну вулицю в місті Сквирі[9][23]

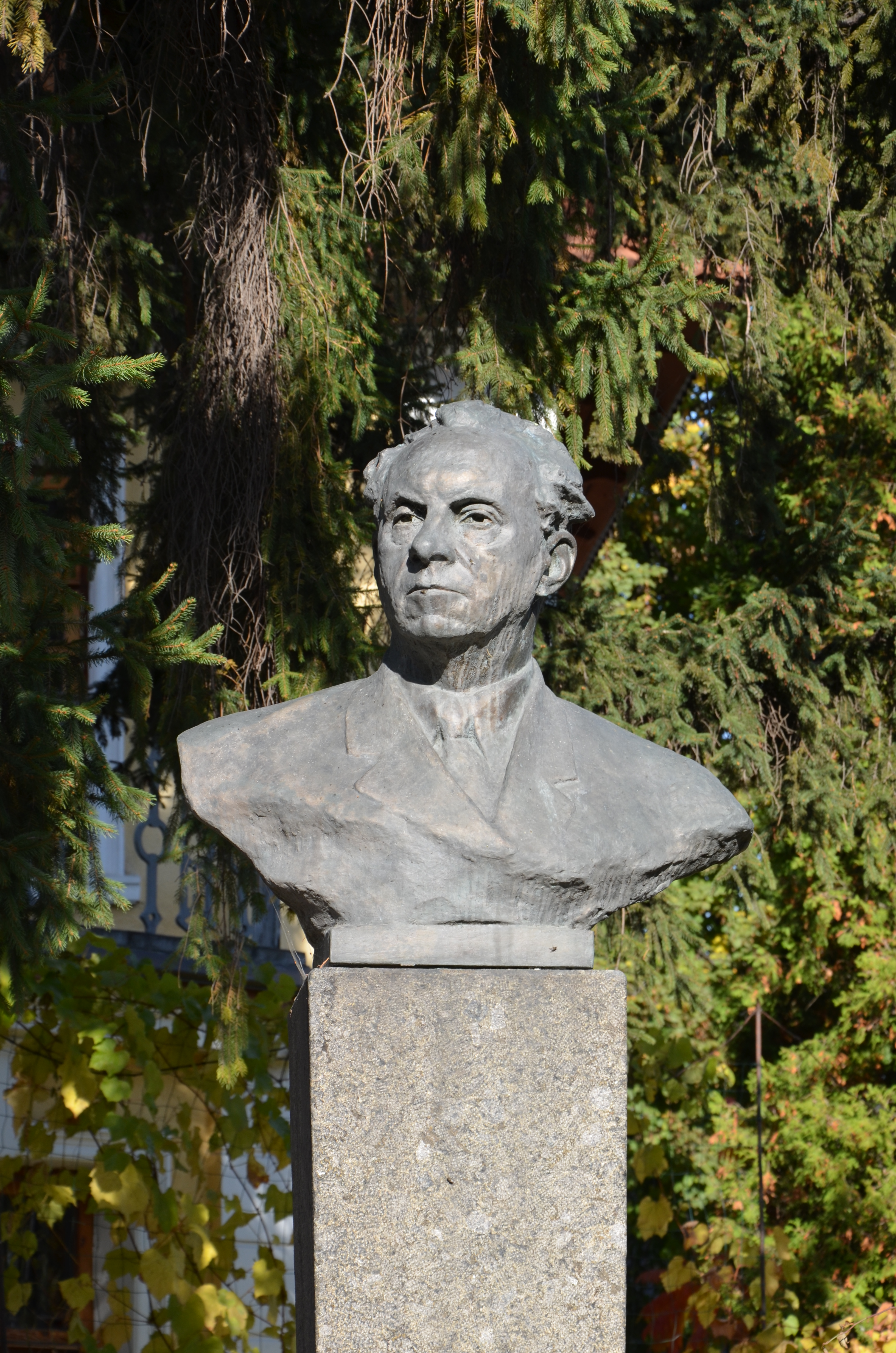
Пам'ятник Рильському в Києві біля його будинку
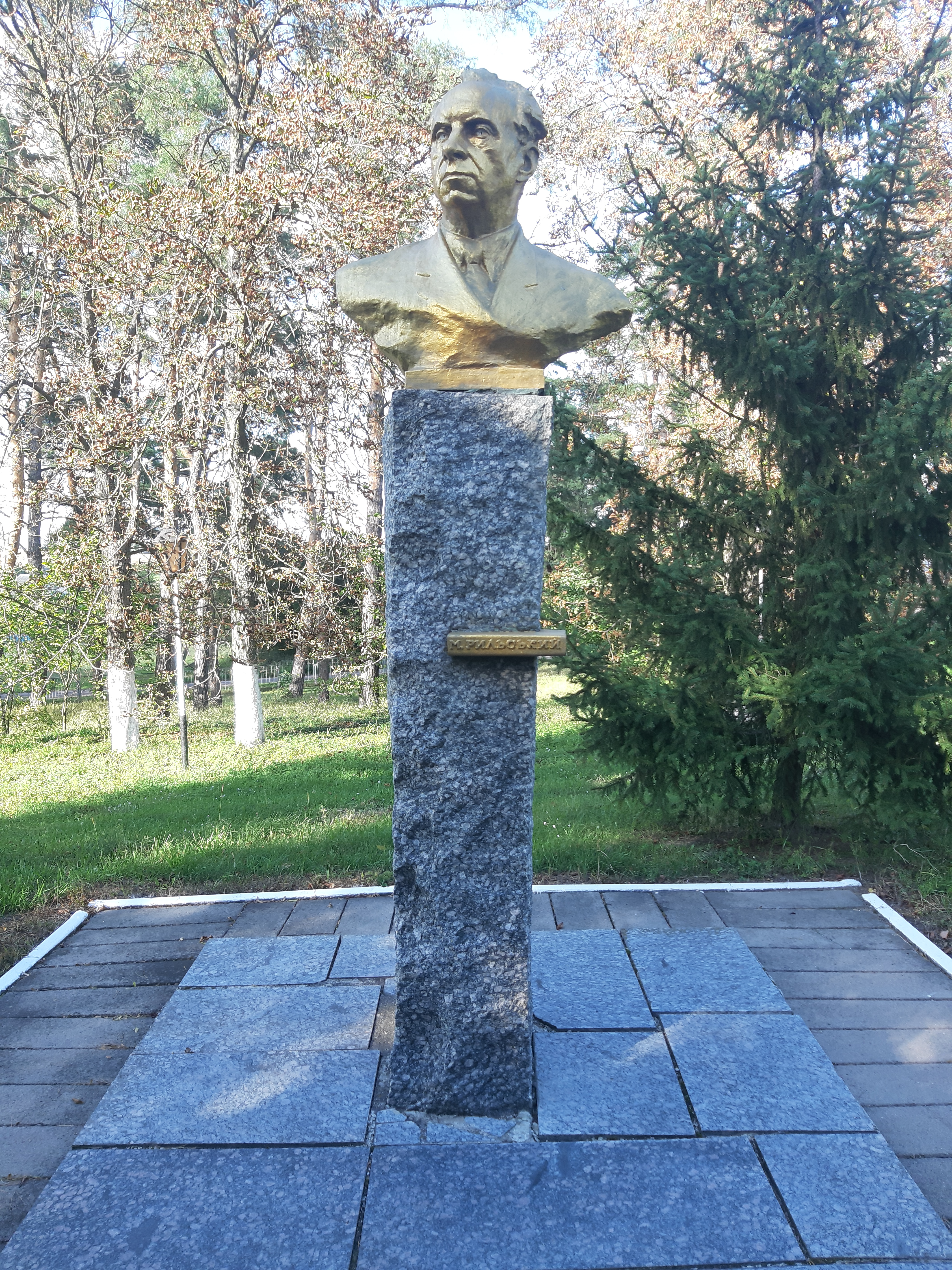
Пам'ятник Рильському у селі Романівка Житомирської області
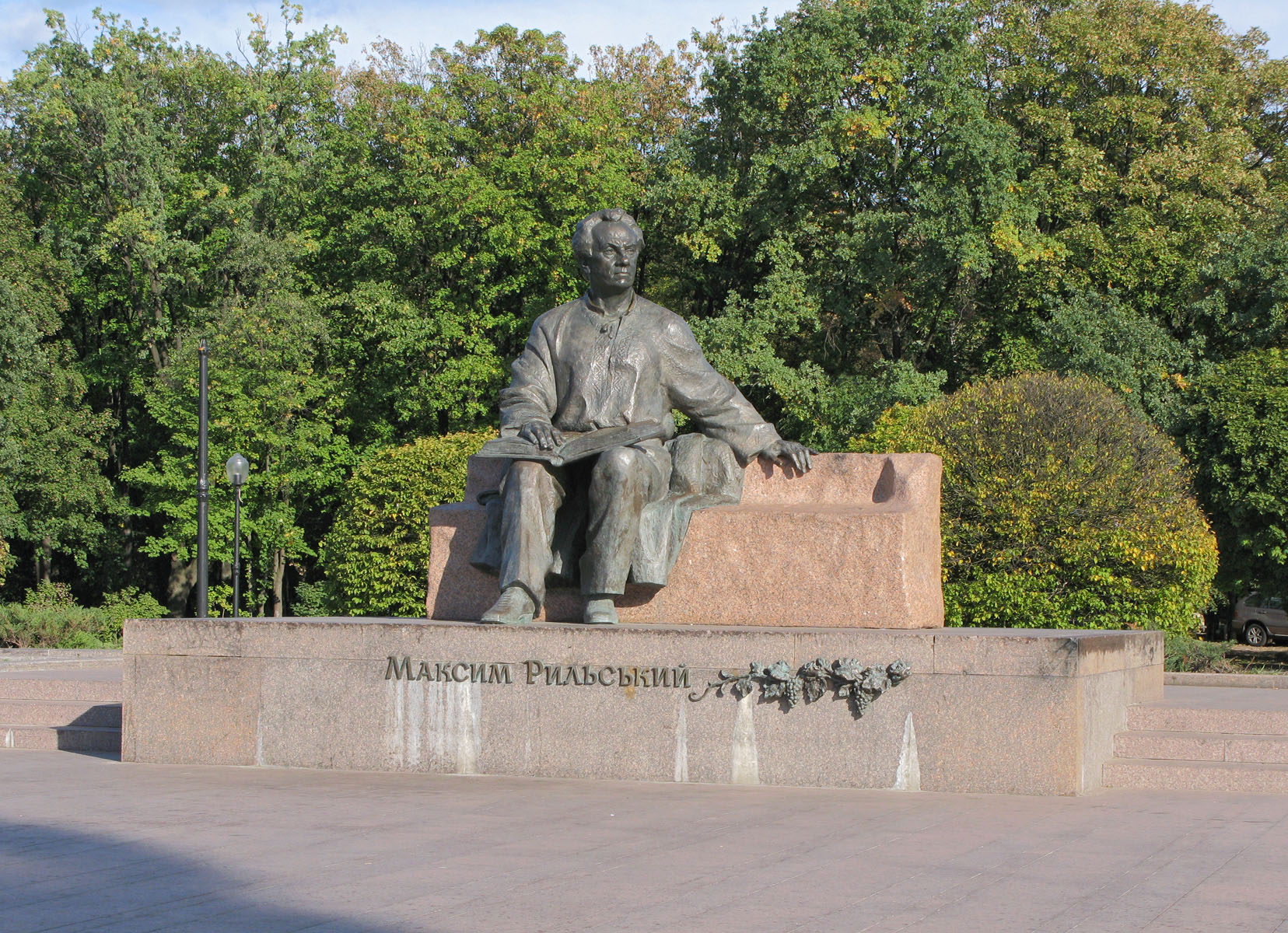
Пам'ятник на центральному вході до Голосіївського парку імені Максима Рильського
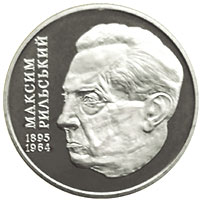
Ювілейна монета НБУ
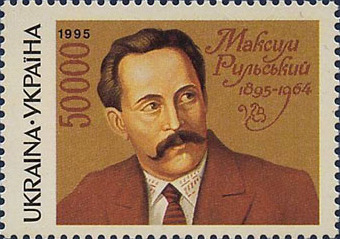
Марка України 1995 року

## Твори

### Збірки поезій
- На білих островах (1910)
- Під осінніми зорями (1918)
- Синя далечінь (1922)
- Поеми (1925)
- Крізь бурю і сніг (1925)
- Тринадцята весна (1926)
- Гомін і відгомін (1929)
- Де сходяться дороги (1929)
- Знак терезів (1932)
- Київ (1935)
- Літо (1936)
- Україна (1938)
- Збір винограду (1940)
- За рідну землю (1941)
- Слово про рідну матір (1942)
- Світла зброя (1942)
- Жага (1943)
- Неопалима купина (1944)
- Мандрівка в молодість (1944)
- Чаша дружби (1946)
- Вірність (1947)
- Під зорями Кремля (1953)
- На оновленій землі (1956)
- Троянди й виноград (1957)
- Голосіївська осінь (1959)
- Зграя веселиків (1960)
- В затінку жайворонка (1961)
- Сонети (1969)
- Поезії (І—ІІІ, 1940)
- Поезії (І—ІІІ, 1943)
- Поезії (І—ІІІ, 1950)
- Твори (І—ІІІ, 1956)
- Твори (I—Х, 1960—1962)

та інші.

### Переклади
- «Пан Тадеуш» Міцкевича
- «Людина, що збудила вулкани» Жорж-Густав Тудуз[fr][24] — науково-фантастичний роман
- «Кінець однієї епохи» Клода Ане
- «Ернані» Гюго
- «Сірано де Бержерак» Ростана
- «Орлеанська Діва» Вольтера
- «Король Лір» Шекспіра
- «Дванадцята ніч» Шекспіра
- «Євгеній Онєгін» Пушкіна
- «Мідний вершник» Пушкіна

переклади оперних лібрето
- Дж. Россіні — «Севільський цирульник»[25]
- Ж. Бізе — «Кармен»[26]
- Дж. Верді — «Травіата»[27]
- М. Глинка — «Життя за царя», «Руслан і Людмила»[28]
- П. Чайковський — «Євгеній Онєгін»[29] «Винова краля»[30], «Мазепа»[31]
- Переклади: поетичні переклади / пер. М. Т. Рильський; [упоряд. І. В. Скакун]. — К. : Українські пропілеї, 2016. — 592 с. — ISBN 966-7015-95-4.

## Вірші, покладені на музику
- «Коли полинуть бригантини» — І. Карабиць[32]
- «Колискова» — Б.Лятошинський[33]
- «Ластівки» — гурт «Мертвий півень» (альбом «Шабадабада»)[34]
- «Марія» — О.Білаш[35]
- «Мила, пожалій!» — Валентин Філонік[36]
- «Молюсь і вірю» — Юрій Блінніков[37] Апокріф[38]
- «На білу гречку» — Б.Весоловський[39], М. Дремлюга[40]
- «Проса покошено» — Л.Ревуцький[41]
- «Цвітуть бузки» — О.Білаш[42]
- «Яблука доспіли» — С.Козак[43]. І. Карабиць[44]

Пісні на вірші іноземних авторів, в яких використовуються переклади М. Рильського
- В.Косенко: «Вечірня пісня»[45], «Я тут, Інезільє»[46]

## Нагороди
- три ордени Леніна (18.03.1945; 18.03.1955; 24.11.1960)
- орден Трудового Червоного Прапора (31.01.1939)
- орден Червоної Зірки (01.10.1944)
- орден Відродження Польщі
- медаль «За перемогу над Німеччиною у Великій Вітчизняній війні 1941—1945 рр.» (1945)
- Ленінська премія (1960)
- Сталінська премія І ст. (1943)
- Сталінська премія ІІІ ст. (1950)

### Твори в інтернет-бібліотеках
- Літературна хрестоматія: за 25 літ / упоряд. М. Рильський. — Київ: б. в., 1926. — 442, 4 с. [Архівовано 28 січня 2021 у Wayback Machine.]
- Поезія Рильського в бібліотеці «Українського центру» [Архівовано 4 травня 2017 у Wayback Machine.]
- Поезія і переклади на «Поетиці» [Архівовано 23 березня 2008 у Wayback Machine.]
- Поезії [Архівовано 21 квітня 2021 у Wayback Machine.]